# نولان تراباكاني
نولان تراباكاني (الاسم العلمي:Nolana tarapacana) هو نوع نباتي يتبع جنس النولان من فصيلة الباذنجانية.